# 马胡阿达布拉哈里普拉
马胡阿达布拉哈里普拉（Mahua Dabra Haripura），是印度北阿坎德邦Udham Singh Nagar县的一个城镇。总人口6110（2001年）。

## 人口
该地2001年总人口6110人，其中男性3207人，女性2903人；0—6岁人口1112人，其中男584人，女528人；识字率58.63%，其中男性为67.73%，女性为48.57%。